# 船橋市立二和小学校
船橋市立二和小学校（ふなばししりつ ふたわしょうがっこう）は、千葉県船橋市二和東一丁目にある公立小学校。通称は「二和小」（ふたわしょう）。